# Still Got Time
Singles par Zayn Malik
I Don't Wanna Live Forever
(2016) Dusk Till Dawn
(2017)
Singles par PartyNextDoor
Run Up
(2017) Nuh Ready Nuh Ready
(2018)
Still Got Time est une chanson du chanteur anglais Zayn en duo avec le chanteur canadien PartyNextDoor, sortie le 24 mars 2017 sous le label RCA Records. 

## Composition
La chanson est composée par les producteurs Murda Beatz et Frank Dukes et est décrite par le magazine The Fader comme étant « un slow pop/dancehall au rythme tropical ». 

## Clip
Le clip est produit par Calmatic et est mise en ligne sur la chaine Vevo de Zayn le 21 avril 2017.

## Certifications
| Pays        | Certification | Ventes  | Réf   |
| ----------- | ------------- | ------- | ----- |
| Australie   | Platine       | 70 000  | [ 3 ] |
| Canada      | Platine       | 80 000  | [ 4 ] |
| États-Unis  | Or            | 400 000 | [ 5 ] |
| Royaume-Uni | Or            | 500 000 | [ 6 ] |